# Záboří (tvrz)
Záboří je tvrz přestavěná na sýpku ve stejnojmenné obci v okrese Strakonice.
Budova přestavěné tvrze (čp. 74) stojí v západní části vesnice v sousedství kostela svatého Petra a Pavla. Tvrz existovala už ve 13. století a jako panské sídlo sloužila, s přestávkou v 16. století, až do první poloviny století sedmnáctého. Později byla upravena na sýpku. Budova tvrze tvoří spolu s kostelem, farou a hospodářským dvorem významný urbanistický celek a z architektonických konstrukcí jsou hodnotné zejména klenby a krovy v interiéru. Z těchto důvodů je tvrz chráněna jako kulturní památka.

## Historie
Krajina okolo Záboří patřila roku 1228 svatojiřskému klášteru na Pražském hradě. Klášter nechal ve vsi vybudovat raně gotický kostel svatého Petra a Pavla a v jeho sousedství tvrz, na které sídlil klášterní správce. Vzdálená vesnice klášteru nevyhovovala, a ten ji proto roku 1305 prodal jakémusi Koldovi, čímž se ze Záboří stal vladycký statek. Noví majitelé používali přídomek ze Záboří. Patřili k nim Mladota uváděný v letech 1361 a 1368, dále Harant (1380) a Oldřich, od něhož statek koupili bratři Černín a Filip z Pohoří. Jako patron kostela je v letech 1399–1414 uváděn Častovoj ze Záboří. Posledním majitelem s přídomkem ze Záboří byl Oldřich (1426), který používal stejný erb jako Voračičtí z Paběnic.
Po Oldřichovi Záboří získal Bušek z Brloha, kterému vesnice patřila v letech 1442–1474 a jehož potomci se nazývali Záborskými z Brloha. Bušek i s manželkou zemřeli před rokem 1481 a na Záboří po nich sídlil Jan (1488) a Bušek, který se roku 1517 přestěhoval do Kadova. Statek zůstal součástí kadovského panství až do roku 1633, kdy Albrecht Beneda z Nečtin Kadov prodal a ponechal si jen Záboří. Po Albrechtově smrti v roce 1655 připadla polovina dědictví vdově Anně Marii Benedové, rozené Vratislavové z Mitrovic, a druhá polovina vnoučatům Vilému Albrechtovi a Polyxeně Lidmile. Otcem obou dětí byl Aleš Mikuláš Vít ze Rzavého, který získal i druhou polovinu statku a roku 1662 jej prodal Aleši Ferdinandovi Vratislavovi z Mitrovic. Od té doby Záboří patřilo ke Lnářům.
Tvrz roku 1714 vyhořela a později byla přestavěna na sýpku. Ve druhé polovině 20. století budova chátrala, ale roku 2004 ji noví majitelé zrekonstruovali.

## Stavební podoba
Jednopatrová budova má obdélný půdorys s valbovou střechou. Její součástí bylo také křídlo na jihozápadní straně postavené nejspíše po roce 1633, ale to zcela zaniklo, stejně jako opevnění. Kromě samotné budovy je památkově chráněn také ze dvora přístupný sklep vytesaný ve skále.